# Wernadski-Halbinsel
Die Wernadski-Halbinsel (russisch Полуостров Вернадского Poluostrow Werndadskowo) ist eine Halbinsel an der Küste des ostantarktischen Enderbylands. Sie liegt nordwestlich der Koslow-Nunatakker am Rand der Tula Mountains und begrenzt die Amundsenbucht nach Osten.
Russische Wissenschaftler benannten sie. Wahrscheinlicher Namensgeber ist der russische Geologe Wladimir Iwanowitsch Wernadski (1863–1945).